# Львівсько-Сокальська єпархія ПЦУ
Львівсько-Сокальська єпархія — єпархія Православної Церкви України на території Львівської області.
До утворення  Православної Церкви України була єпархією Української православної церкви Київського патріархату.

## Загальні відомості
На чолі єпархії в різні часи стояли видатні ієрархи. Тут діяло славнозвісне Львівське Успенське ставропігійне братство, яке відіграло важливу роль в збереженні Православ'я на Галичині.
Єпархію неодноразово відвідували Предстоятелі Помісних Православних Церков. Лише у ХХ столітті таких візитів було кілька. У червні 1975 р. до Львова прибув румунський патріарх Юстиніан, у вересні 1986 р. — сербський патріарх Герман, а 24-26 серпня 1987 р. — константинопольський Димитрій І.

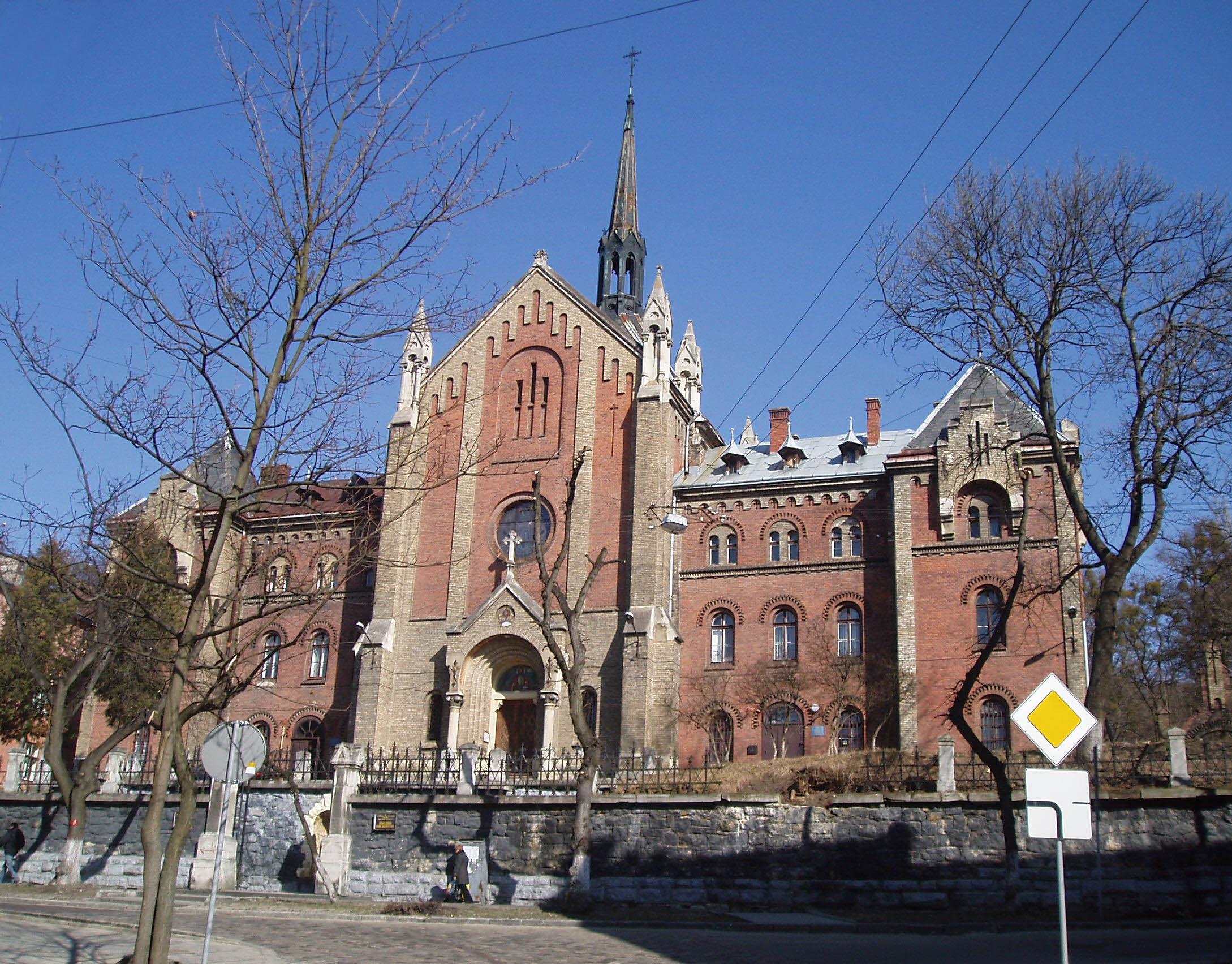
Львівська православна богословська академія, та храм Іонана Золотоустого.

Храм Покрови Пресвятої Богородиці у Львові

1988 року Львів став одним з центрів відзначення 1000-ліття Хрещення Русі, що відбулось на Святоюрській площі.

Ікони Свято-Покровського Кафедрального Собору (Львів)

19 серпня 1989 року настоятель львівської церкви Петра і Павла протоієрей Володимир Ярема проголосив вихід парафії з юрисдикції Московського Патріархату. Впродовж кількох місяців десятки парафій у єпархії проголосили свій перехід до складу відродженої Української Автокефальної Православної Церкви.
У квітні 1990 р. на Львівську кафедру висвячено відомого у Львові священика, служителя Преображенської церкви, прот. Андрія Горака. Цього ж року, після тривалих конфліктів і протистоянь, відбулося передання Львівського кафедрального собору св. Юра Українській Греко-Католицькій Церкві. Для кафедрального собору та єпархіального управління УПЦ КП, згідно рішення міськради, було віддано закритий храм у центрі Львова. Після капітального ремонту владика Андрій посвятив православний кафедральний собор у Львові Покрову Пресвятої Богородиці. У жовтні 1990 року Львів відвідав Патріарх Мстислав (Скрипник).

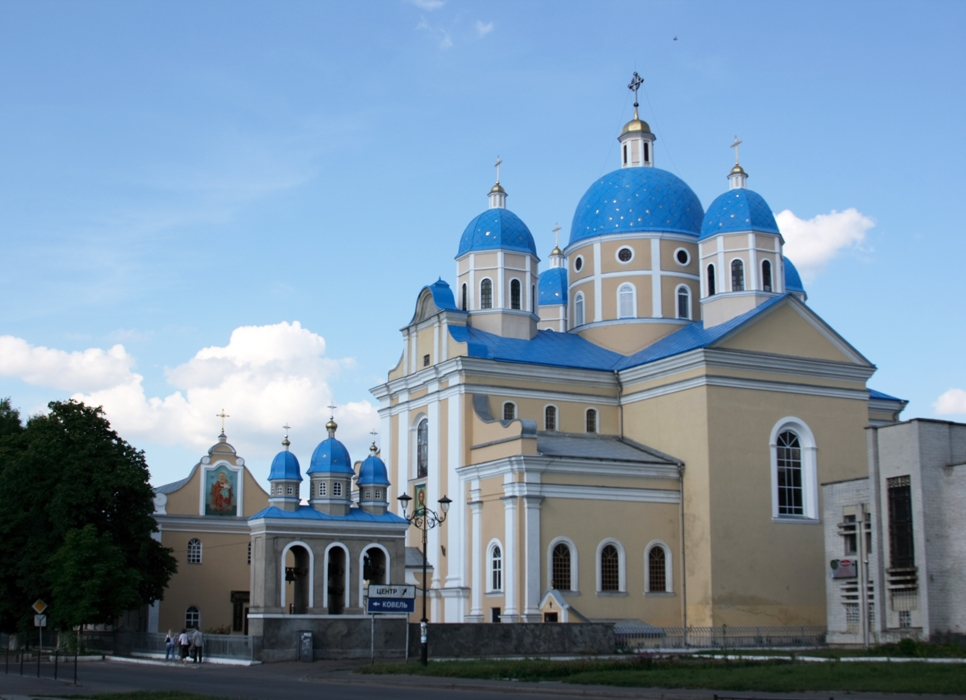
Храм святого Володимира у Шептицькому

З утворенням у червні 1992 року УПЦ Київського Патріархату, реформи охопили і Львівську кафедру: 8 вересня на її основі було створено дві окремі одиниці Львівсько-Сокальську і Дрогобицько-Самбірську. У березні 1993 року Львівська Духовна Семінарія УАПЦ увійшла до складу УПЦ Київського Патріархату. У 1995 архієпископ Львівський Андрій (Горак), член Священного Синоду УПЦ Київського Патріархату, був удостоєний сану митрополита.
В єпархії плідно функціонує Львівська православна богословська академія. Завдяки зусиллям ректора та професорсько-викладацького складу духовна школа щорічно випускає десятки кандидатів на посади церковно- і священнослужителів, задовольняючи потреби не лише Львівської, але й інших українських єпархій. 
Православні священики Львівсько-Сокальської кафедри здійснюють душпастирські обов'язки не лишена парафіях, але й у численних державних навчальних закладах, військових частинах, вони проводять заняття у недільних церковних школах, їх запрошують на уроки етики у загальноосвітні школи.
Львівсько-Сокальська єпархія Української Православної Церкви Київського Патріархату становить лише частину давньої єпархії Львівської, Галицької і Кам'янецької.

## Правлячі архієреї
- Андрій (Горак) 14 липня 1992  - 17 лютого 1993
- Володимир (Романюк) 17 лютого 1993  - 24 червня 1993
- Андрій (Горак) 25 червня 1993  — 5 липня 2010
- Димитрій (Рудюк) ( з 27 липня 2010

## Благочиння

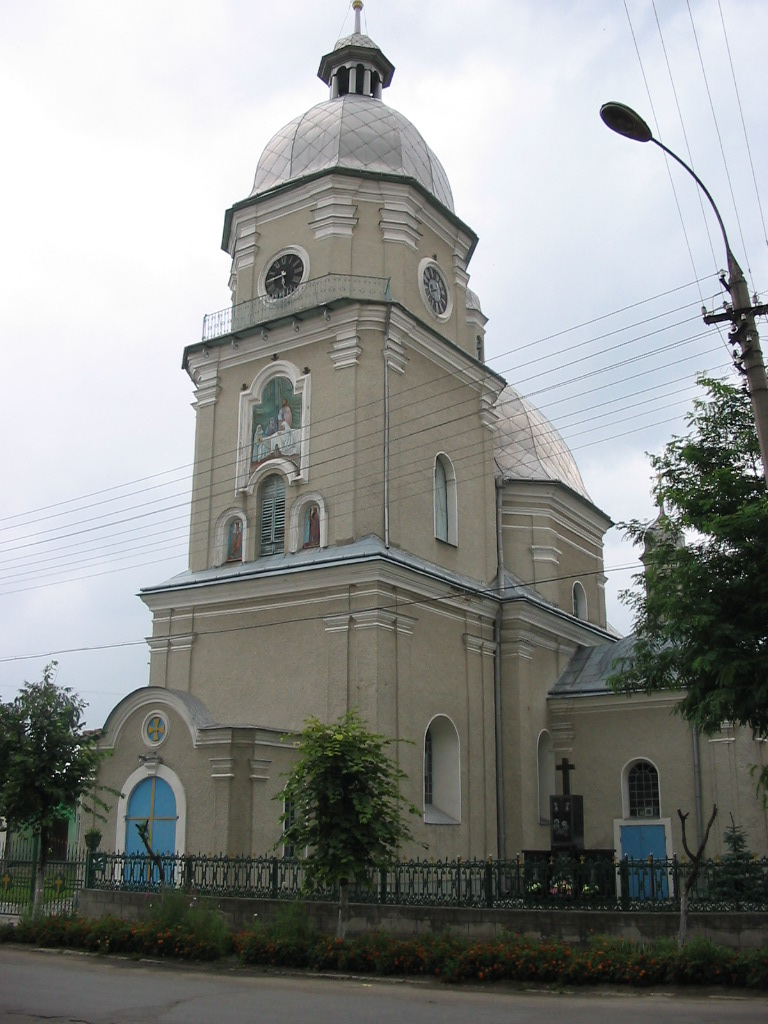
Церква Різдва Пресвятої Богородиці в Бродах

До її складу на 1 січня 2021 р. входять 11 благочинь:
- Бродівське благочиння
- Буське благочиння
- Городоцьке благочиння
- Жовківське благочиння
- Золочівське благочиння
- Кам'янко-Бузьке благочиння
- Львівське благочиння
- Перемишлянське благочиння
- Пустомитівське благочиння
- Радехівське благочиння
- Сокальське благочиння

із 295 парафіями. У парафіях єпархії (згідно із штатним реєстром) служать 265 священиків, 6 дияконів, виходить з 2002 року єпархіальний журнал «Церковні дзвони» накладом 3000 екземплярів.

## Монастирі єпархії
- чоловічий монастир на честь святого Іоанна Золотоустого м. Львів вул. Лисенка 43. Настоятель ігумен Кипріян (Лозинський).

- жіночий монастир святого рівноапостольного князя Володимира Великого м. Шептицький.

## Храми єпархії

### Бродівський деканат
декан — митр. прот. Василь Шира
- м. Броди, Церква Різдва Пресвятої Богородиці
- м. Броди, Церква св. ап. Петра і Павла
- с. Ясенів, Церква Свято-Миколаївська (1818)
- с. Грималівка, Церква Введення в храм Пресвятої Богородиці (1934)
- с. Пониква, Церква св. мч. Параскеви-П'ятниці
- с. Язлівчик, Церква Свято-Михайлівська

### Буський деканат
благочинний — митр. прот. Петро Салабай
- м. Буськ, Церква св. ап. Петра і Павла
- с. Брахівка, Церква Собору Пресвятої Богородиці
- с. Кути, Церква Свято-Успенська
- с. Мармузовичі, Церква Свято-Миколаївська
- с. Топорів, Церква Свято-Покровська
- с. Чаниж, Церква Свято-Успенська

### Городоцький деканат
благочинний — митр. прот. Роман Шак
- с. Артищів, Церква Покрови Пресвятої Богородиці
- с. Бар, Церква св. влмч. Димитрія Солунського
- с. Бучали, Церква св. Арх. Гавриїла
- смт. Великий Любінь, Церква Свято- Миколаївська
- м. Городок, Церква Різдва Івана Хрестителя
- м. Городок, Церква на честь ікони Пресвятої Богородиці Холмська
- с. Галичани, Церква св. Козьми і Даміана
- с. Дроздовичі, Церква Свято-Миколаївська
- с. Зелений Гай, Церква Вознесіння Господнього
- м. Комарно, Церква Свято-Михайлівська
- с. Кліцько, Церква Успення Пресвятої Богородиці
- с. Лівчиці, Церква Свято-Миколаївська
- с. Нове Село, Церква Свято-Миколаївська
- с. Мавковичі, Церква Різдва Пресвятої Богородиці
- с. Монастирець, Церква Обрізання Господнього
- с. Мшана, Церква Свято-Введенська
- с. Мильчиці, Церква св. влмч. Димитрія Солунського
- с. Переможне, Церква Різдва Пресвятої Богородиці
- с. Зелений Гай, Церква Свято-Вознесенська
- с. Речичани, Церква Успіння Пресвятої Богородиці
- с. Родатичі, Церква Покрови Пресвятої Богородиці
- с. Тулиголове, Церква Покрови Пресвятої Богородиці
- с. Черляни, Церква Преображення Господнього
- с. Чуловичі, Церква св. ап. Филипа

### Жовківське благочиння
декан — митр. прот. Степан Кіндрат
- с. Малі Грибовичі, Церква Свято-Троїцька (2014)
- с. Гребінці, Церква Свято-Миколаївська
- с. Городжів, Церква Свято-Миколаївська
- м. Рава-Руська, Церква св. мч. Бориса і Гліба
- с. Крехів, Церква прп. Параскеви Сербської
- смт. Магерів, Церква  св. вмч. Юрія Переможця
- с. Кошелів, Церква  Введення у храм Пресвятої Богородиці
- с. Нове Село, Церква Свято-Покровська
- с. Стронятин, Церква  Хресто-Воздвиженська
- с. Монастирок, Церква Свято-Успенська
- с. Погарисько, Церква св. кн. Володимира Великого
- с. Кам’яна Гора, Церква  Всіх Святих
- с. Замок, Церква  Положення пояса Пресвятої Богородиці
- с. Гійче, Церква  свв. безсрр. Косьми й Даміана
- с. Мацошин, Церква  Положення пояса Пресвятої Богородиці
- с. Глинськ, Церква Свято-Успенська
- с. Волиця, Церква св. влмч. Димитрія Солунського
- м. Жовква, Церква св. ап. Петра і Павла

### Золочівське благочиння
декан — митр. прот. Володимир Легкий
- м. Золочів, Церква Свято-Воскресенська
- с. Гончарівка, Церква Свято-Миколаївська
- с. Погорільці, Церква св. влмч. Параскеви
- с. Скнилів (1848), Церква Успіння Пресвятої Богородиці
- с. Бортків, Церква Вознесіння Господнього

### Кам'янко-Бузьке благочиння
декан — митр. прот. Ярослав Шикула
- с. Велике Колодно, церква Воздвиження Чесного Хреста
- с. Воля-Жовтанецька, церква Архістратига Михаїла
- с. Горпин, церква Покрови Пресвятої Богородиці
- с. Дідилів, церква Воскресіння Христового, почергово із громадою УГКЦ.
- с. Дернів, церква святого Микити
- с. Забужжя церква Святого Миколая
- с. Желдець, церква Воскресіння Христового
- с. Жовтанці, церква Успіння Пресвятої Богородиці
- с. Колоденці, церква святого пророка Іллі
- с. Кукезів, церква Святого Миколая
- с. Тадані, церква Святого Миколая
- м. Кам’янка-Бузька, церква Різдва Пресвятої Богородиці
- селище Добротвір, церква св. апп. Петра і Павла
- с. Новий Став, церква Богоявлення Господнього
- с. Старий Добротвір, церква святих Володимира і Ольги
- с. Стриганка, церква Покрови Пресвятої Богородиці
- с. Тадані, церква Святого Миколая
- с. Честині, церква Святого Миколая

### Львівсько-Белзький деканат
декан — митр. протоієрей Мирослав Кінас
- м. Львів, кафедральний собор Покрови Пресвятої Богородиці
- м. Львів, церква ікони Божої Матері «Всецариця»
- селище Брюховичі, церква Введення у Храм Пресвятої Богородиці
- м. Львів, церква Свято-Миколаївського княжого храму
- м. Львів, Рясне, церква Пресвятої Трійці
- м. Львів, Підзамче, церква святої Параскеви П'ятниці
- м. Львів, Сигнівка, церква Вознесіння Господнього
- м. Львів, Збоїща, церква Усіх Святих Землі Української
- м. Львів, Сихів, церква Святого Рівноапостольного князя Володимира Великого
- м. Львів, Левандівка, церква Покрови Пресвятої Богородиці
- м. Львів, Клепарів, церква Покрови Пресвятої Богородиці
- м. Львів, Кривчиці, церква Різдва Пресвятої Богородиці
- селище Рудне церква Покрова Пресвятої Богородиці

### Перемишлянський деканат
декан — митр. прот. Степан Духнич
- м. Перемишляни, Церква Різдва Пресвятої Богородиці
- с. Дусанів, Церква Свяо-Вознесенська
- с. Свірж, Церква Свято-Покровська

### Пустомитівський деканат
декан — митр. прот. Богдан Коваль
- с. Давидів, Церква святих Верховних Апостолів Петра і Павла
- с. Черепин, Церква  блаженної Ольги
- с. Оброшино, Церква Святого Духа
- с. Підберізці, Церква Архістратига Михаїла
- с. Семенівка, Церква святого Пророка Іллі
- с. Сокільники, Церква Успіння Пресвятої Богородиці
- с. Чижиків, Церква введення у храм Пресвятої Богородиці
- с. Чишки, Церква Успіння Пресвятої Богородиці
- с. Ков'ярі, Церква Свято-Михайлівський

### Радехівський деканат
декан — митр. прот.  Іван Скаліш
- с. Березівка, Церква Різдва Пресвятої Богородиці
- с. Дмитрів, церква Воздвиження Хреста Господнього
- с. Немилів, церква св. влмч. Димитрія Солунського
- с. Синьків, Церква Покрови Пресвятої Богородиці
- с. Торки, Церква Покрови Пресвятої Богородиці
- с. Оглядів, Церква Свято-Михайлівська (1802)
- с. Монастирок-Оглядівський, Церква Свято-П'ятницька (1774)
- с. Опліцько, Церква Свято-П'ятницька
- с. Сабанівка, Церква св. влмч. Димитрія Солунського
- с. Кустин, Церква Покрови Пресвятої Богородиці (1908)
- с. Пиратин, Церква св. влмч. Юрія Переможця (1879)
- с. Бабичі, Церква Пресвятої Трійці (1914)
- с. Шайноги, Церква Свято-Онуфріївська
- с. Барилів, Церква Свято-Симеонівська (1885)
- м. Радехів, Церква перенесення мощей св. Миколая
- с. Кустин, Церква
- с. Тетевчиці, Церква Свято-Вознесенська

### Сокальський деканат
декан — митр. прот. Микола Винар
- м. Шептицький, Свято-Володимирівський Собор
- м. Шептицький, Церква Успіння Пресвятої Богородиці
- м. Шептицький, Церква Преображення Господнього
- м. Шептицький, Церква Свято-Михайлівська
- м. Шептицький, Церква св. влмч. Юрія Переможця
- м. Белз, Церква Свято-Миколаївська
- с. Жужеляни, Церква Різдва Пресвятої Богородиці
- с. Воронів, Церква Свято-Миколаївська
- с. Залижня, Церква Свято-Миколаївська
- с. Княже, Церква Свято-Миколаївська
- с. Бутини, Церква Свято-Михайлівська
- с. Низи, Церква Хресто-Воздвиженська
- с. Шишаки, Церква св. влмч. Юрія Переможця
- с. Двірці, Церква Преображення Господнього
- с. Волиця, Церква Всіх святих землі Української
- с. Пристань, Церква Свято-Михайлівська
- с. Піддовге, Церква Свято-Покровська
- с. Острів Церква Свято-Михайлівська
- с. Перемисловичі, Церква Різдва Пресвятої Богородиці
- с. Реклинець, Церква Свято-Троїцька

## Герб Єпархії
На щиті зі срібною базою зображено ікону Львівської Божої Матері «Одигитрія», що особливо почитається у Львові та області. Щит вписаний у пурпуровий картуш з гербами кафедрального міста Лева та Галицького краю на правій та лівій сторонах відповідно. Картуш увінчується оздобленою рубінами темно-синьою митрополичою митрою із медальйонами Спаса Нерукотворного в центрі та Покрову Богородиці і Святителя Миколая на правій та лівій сторонах відповідно.
Щитотримачі: Ангели-хоронителі єпархії та земель Галичини, які тримають щит та покладені позаду герба у косий Андріївський хрест золоті хрест та митрополичий посох, що символізує постійну опіку з Висоти та благодать Божу, яка передається через правлячого архиєрея.
Під гербом — символізація вірних епархії: «Виноградник, що його насадила Правиця Твоя», оповитий блакитною стрічкою з молитовним надписом «Пресвятая Богородице, спаси нас» як символ передачі себе під опіку Небесної Покровительки «Одигитрії».
Завершує герб панагія із зображенням Святителя Димитрія Ростовського.